# Treinramp bij Twello
De treinramp bij Twello vond op zaterdagavond 22 december 1900 plaats bij het Gelderse Twello.
De spoorlijnen van Apeldoorn naar Deventer en van Deventer naar Almelo waren in 1900 nog enkelsporige lijnen. De sneltrein uit Amsterdam had bij Twello de stoptrein van Almelo naar Apeldoorn moeten kruisen. Normaliter zouden deze treinen, beide getrokken door een locomotief uit de sneltreinlocomotievenserie 359-408, elkaar bij Bathmen of Colmschate moeten passeren, maar als gevolg van een vertraging van de sneltrein was de stoptrein Twello al genaderd. Twee mannen uit Deventer kwamen om en er waren vijf zwaargewonden onder de passagiers. Twee conducteurs raakten lichtgewond. Volgens de krant De Rijnbode en uit een rechtszaak bleek dat een wisselwachter verzuimd had een wissel om te leggen, waardoor de beide treinen op hetzelfde spoor, voor het station van Twello, frontaal met elkaar in botsing kwamen. Twee stationsbeambten werden in januari 1901 veroordeeld tot zes weken gevangenisstraf.